# فرنکیش-کرومباخ
فرنکیش-کرومباخ (به آلمانی: Fränkisch-Crumbach) یک منطقهٔ مسکونی در آلمان است که در اودنوالدکرایس واقع شده‌است. فرنکیش-کرومباخ ۳٬۳۴۵ نفر جمعیت دارد.